# Micromemoria ROM
La micromemoria ROM contiene una secuencia de microinstrucciones, cada una de las cuales activan uno u otros elementos de la U.P. y de la U.C. mediante señales de control. Cada instrucción máquina debe ser traducida a un conjunto de microinstrucciones. El microprograma almacenado en esta ROM contiene todas y cada una de las secuencias correspondientes a cada una de las instrucciones máquina ejecutables por la CPU.
- Datos: Q11692493